# Taebla (plaats)
Taebla (Duits: Taibel) is een plaats in de Estlandse gemeente Lääne-Nigula, provincie Läänemaa. De plaats heeft de status van groter dorp of ‘vlek’ (Estisch: alevik). Het is de hoofdplaats van de gemeente.
Tot in oktober 2013 was Taebla de hoofdplaats van de gelijknamige gemeente. In die maand werd Taebla bij de fusiegemeente Lääne-Nigula gevoegd.
Taebla ligt aan de rivier Taebla en aan de Põhimaantee 9, de weg van Ääsmäe via Haapsalu naar Rohuküla, waar de veerboot naar het eiland Hiiumaa vertrekt.

## Bevolking
De vlek had 840 inwoners op 31 december 2011 en 882 inwoners op 31 december 2021.

## Geschiedenis
Taebla werd voor het eerst genoemd in 1341 onder de naam Taybile. De plaats viel onder de Domkerk van Haapsalu. In 1515 was er sprake van een landgoed Taebla, dat later tot de bezittingen van de militaire commandant van Tallinn behoorde. In 1878 kwam het landgoed in privébezit. In 1919 werd het door het onafhankelijk geworden Estland onteigend.
Tussen 1905 en de sluiting in 1995 had Taebla een station aan de spoorlijn van Tallinn naar Haapsalu.
In 1977 kreeg Taebla de status van alevik (vlek).

## Foto's

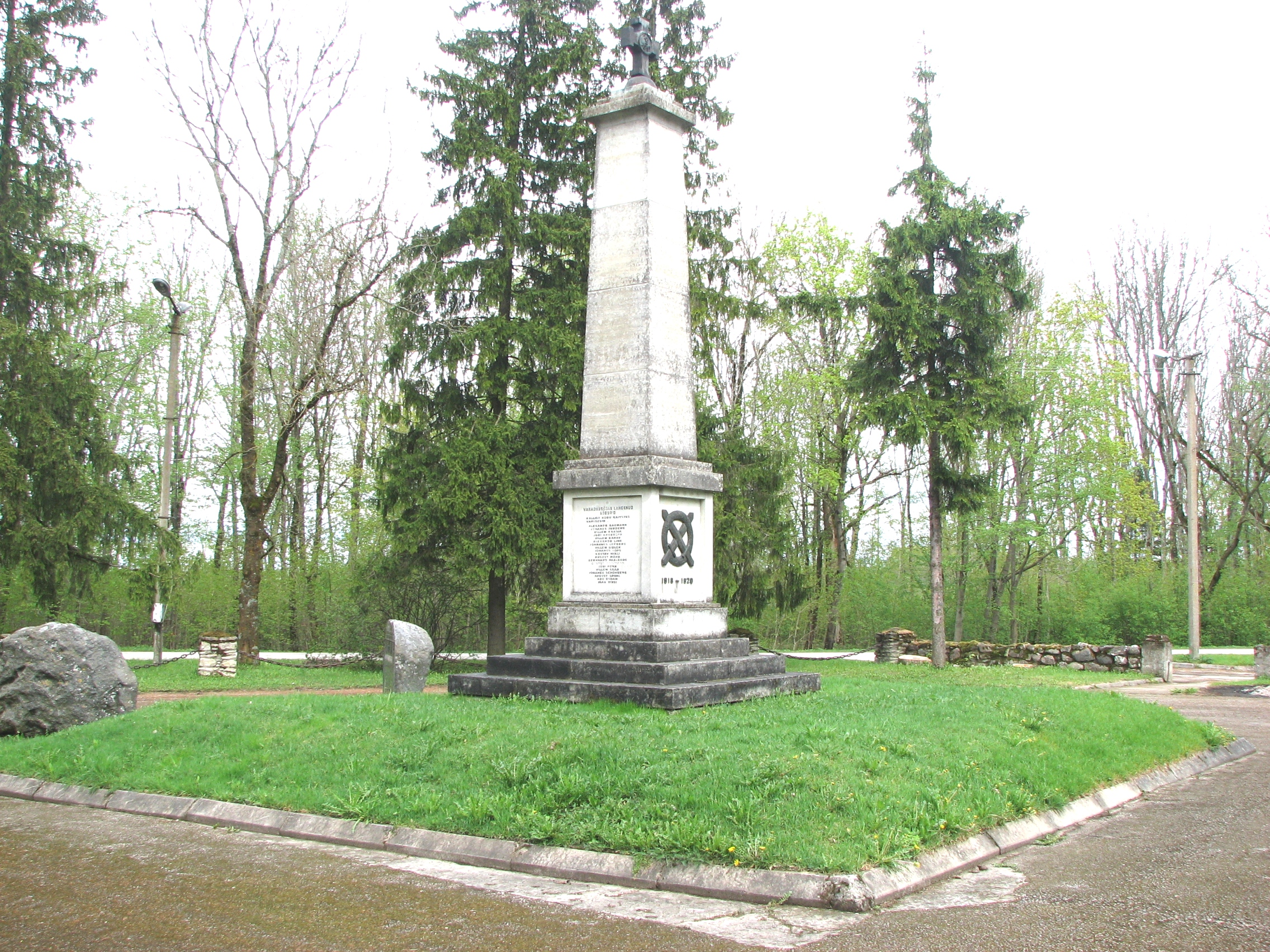
Monument voor de Estische onafhankelijkheidsoorlog
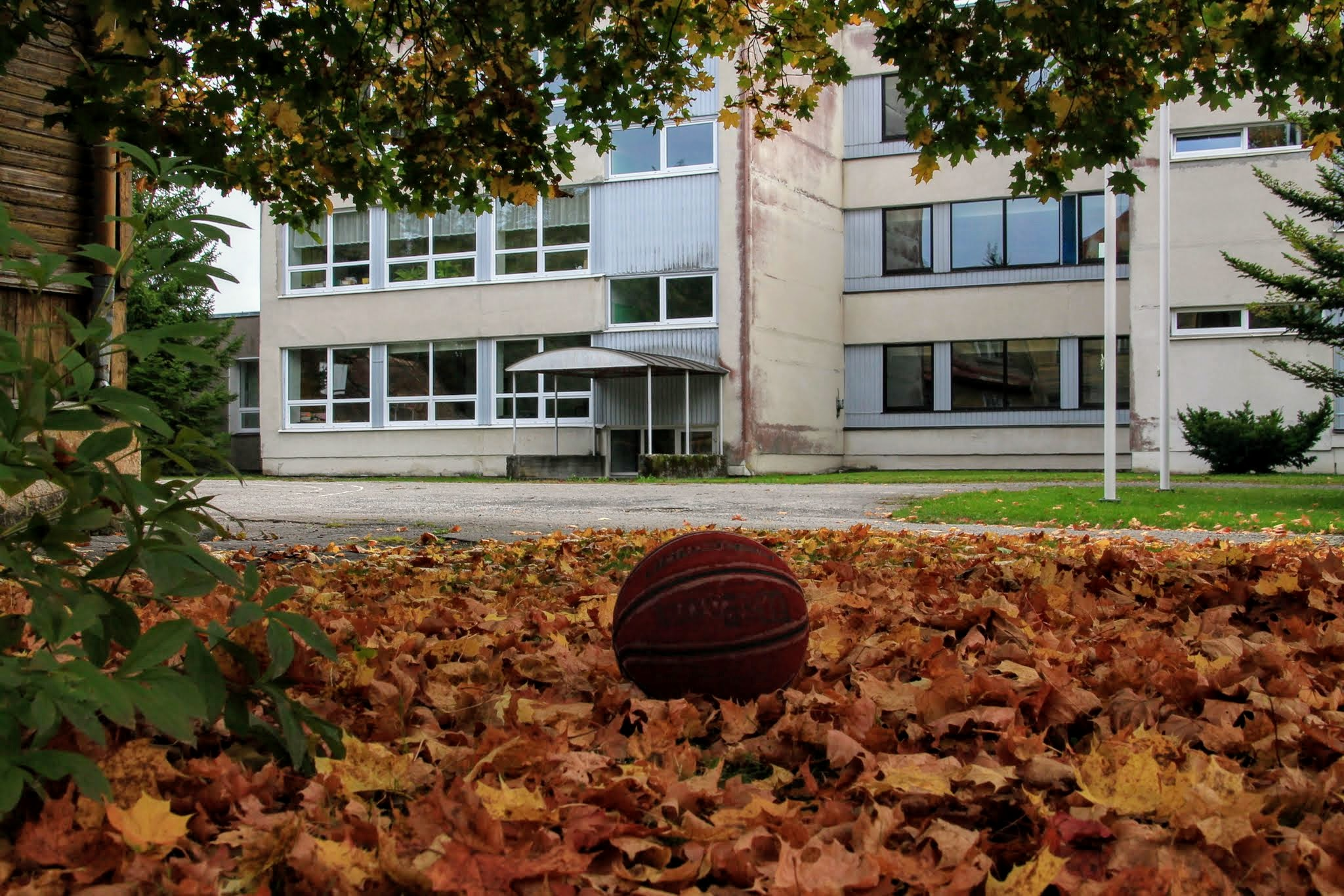
School
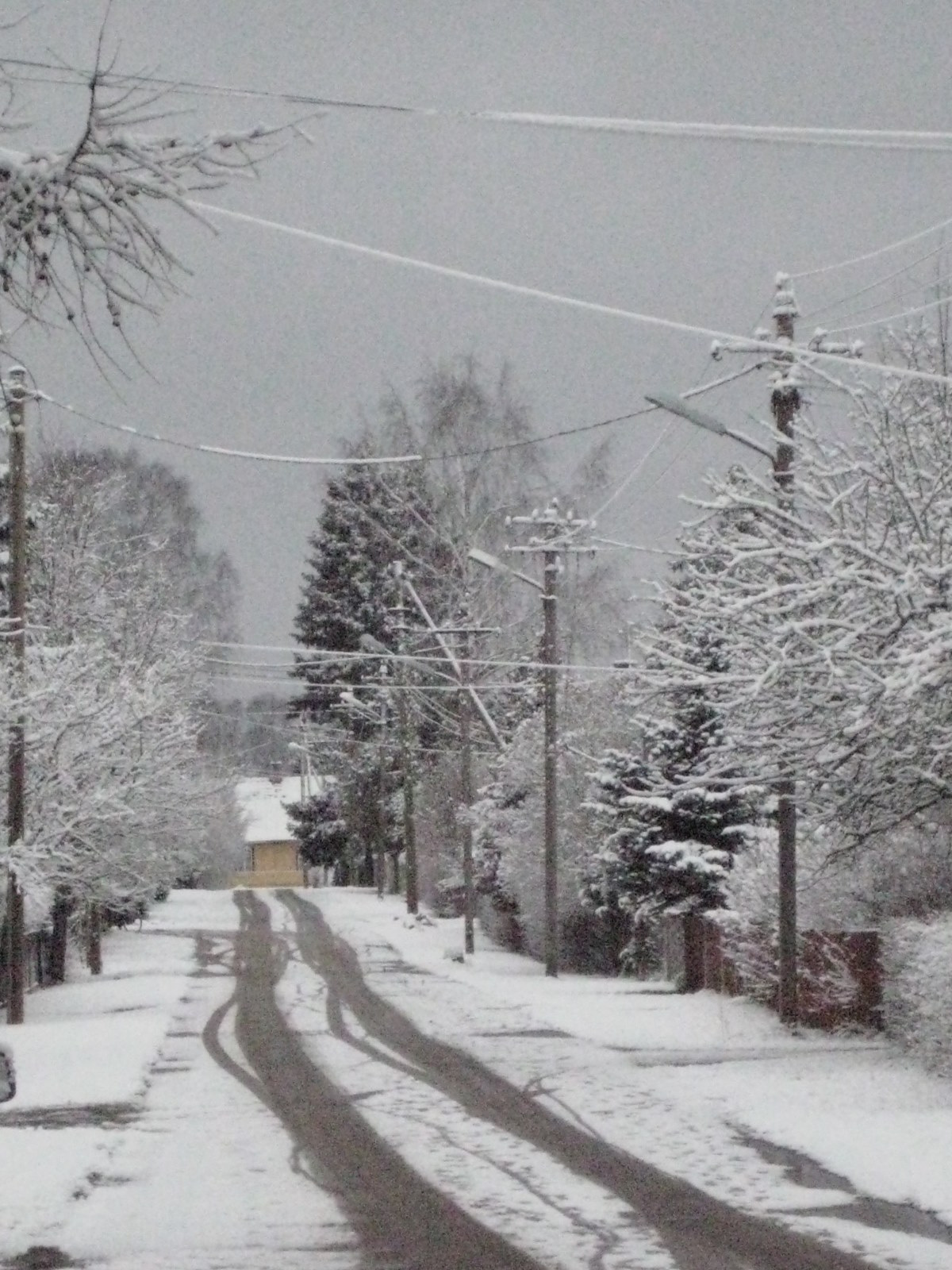
Taebla in de winter